# Maico

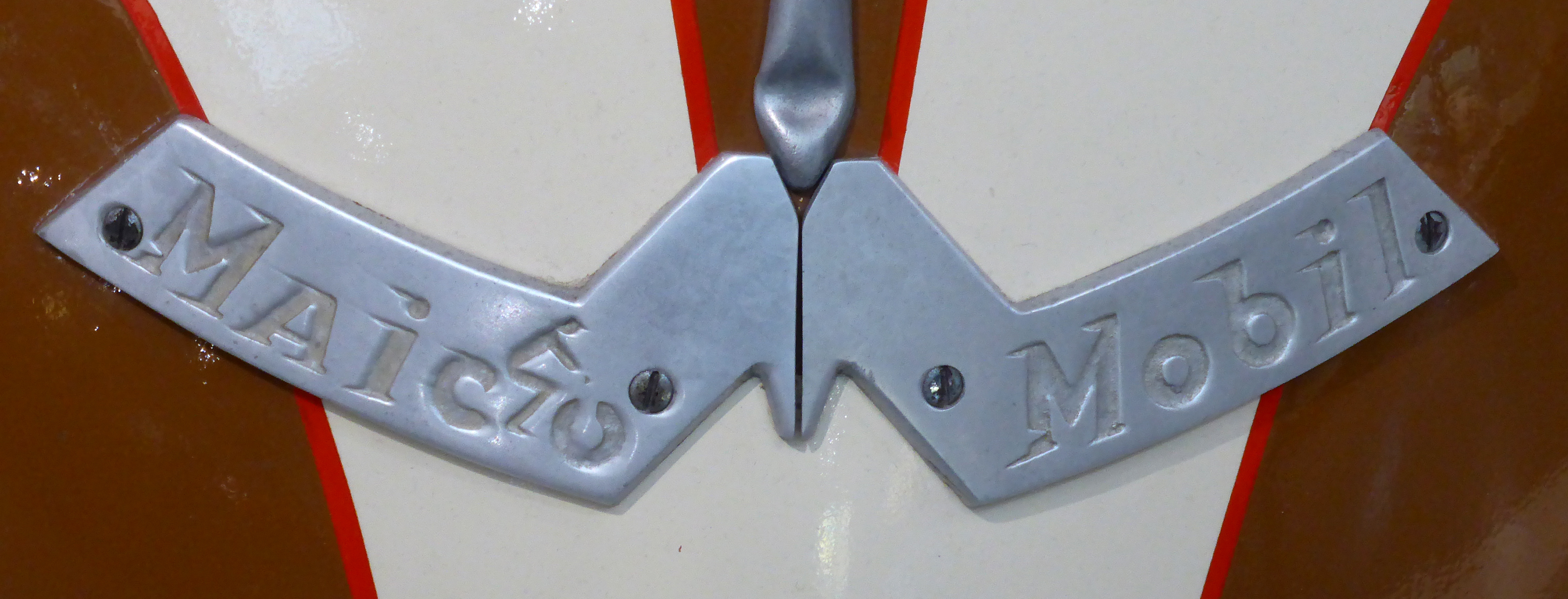
Maico-Mobil Emblem

Maico ist eine Marke für Fahrräder, Motorräder und Autos, die im schwäbischen Poltringen und Pfäffingen bei Tübingen in Unternehmen der Familie Maisch hergestellt und vertrieben wurden. Es wurde 1926 von Ulrich Maisch als Maisch & Compagnons gegründet. Bis 1987 war das Unternehmen in unterschiedlichen Gesellschaften in Familienbesitz. Die Firma wurde mehrfach verkauft, der Markenname blieb jedoch in Familienbesitz.
Zum 1. Januar 2025 waren in Deutschland noch 1742 Maico-Krafträder zum Straßenverkehr zugelassen.

## Gründung
Ulrich Maisch, der in Poltringen ein Sägewerk betrieb, begann 1926 auch Fahrräder und Fahrradzubehör herzustellen. Im Januar 1931 übernahmen seine Söhne Otto Maisch, Kaufmann, 26 Jahre alt, und Wilhelm Maisch, Techniker, 23 Jahre alt, die Fahrradfertigung und überführten sie sowie das Sägewerk in das Unternehmen Otto und Wilhelm Maisch OHG, das im Tübinger Handelsregister unter der Nummer 239 am 27. Februar 1934 eingetragen worden war. Wilhelm war für die Fertigung und Otto für den Verkauf zuständig.

## Das erste Motorrad
1934 begannen die Brüder mit der Fertigung von Kleinmotorrädern in Poltringen. 1938 und 1939 wurden die Produktionsanlagen nach Pfäffingen verlegt und der Bau von weiteren Werkshallen begonnen.
Die ersten Versuchsversionen der Maico-Motorfahrräder waren mit einem 60-cm³-Motor der ILO-Motorenwerke ausgestattet. In Serie wurden überwiegend 98-cm³-Motoren von Fichtel & Sachs und die leistungsfähigeren 118-cm³- und 150-cm³-ILO-Motoren eingebaut. Auch die Verwendung von 60-cm³-ILO-, Saxonette-, 200-cm³-Bark- und 125-cm³-Sachs-Motoren in kleiner Stückzahl ist nachweisbar.
Durch den Schell-Plan der nationalsozialistischen Regierung, der auf eine Reduzierung der Typenvielfalt im deutschen Fahrzeugbau abzielte, war Maico ab 1939 gezwungen, ein Einheitsmodell zusammen mit den Herstellern Hecker, Tornax und UT zu bauen. Dieses Modell, die K 125 mit 125-cm³-ILO-Doppelportmotor (Einzylinder mit zwei Auspuffrohren) wurde federführend von Maico entwickelt und auch während des Krieges, neben der Produktion von Zulieferteilen für die Rüstungsproduktion, in kleiner Stückzahl gebaut. Für den Export waren die 98-cm³- und 118-cm³- Modelle weiterhin lieferbar.
1941 musste die Herstellung von Motorrädern eingestellt werden, weil die Produktion von Teilen für die Rüstungsindustrie angeordnet wurde.

## Nachkriegszeit

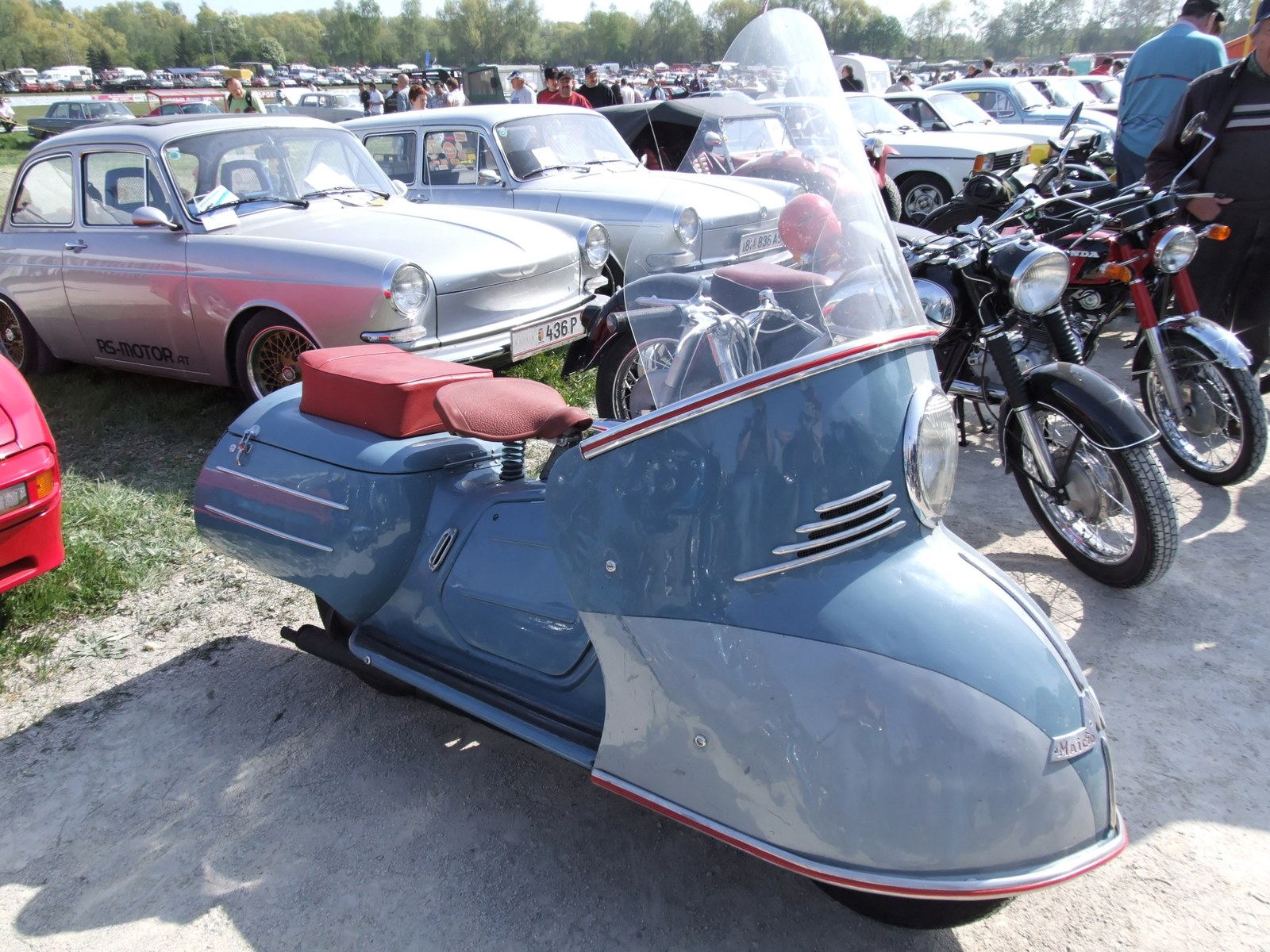
Maicomobil

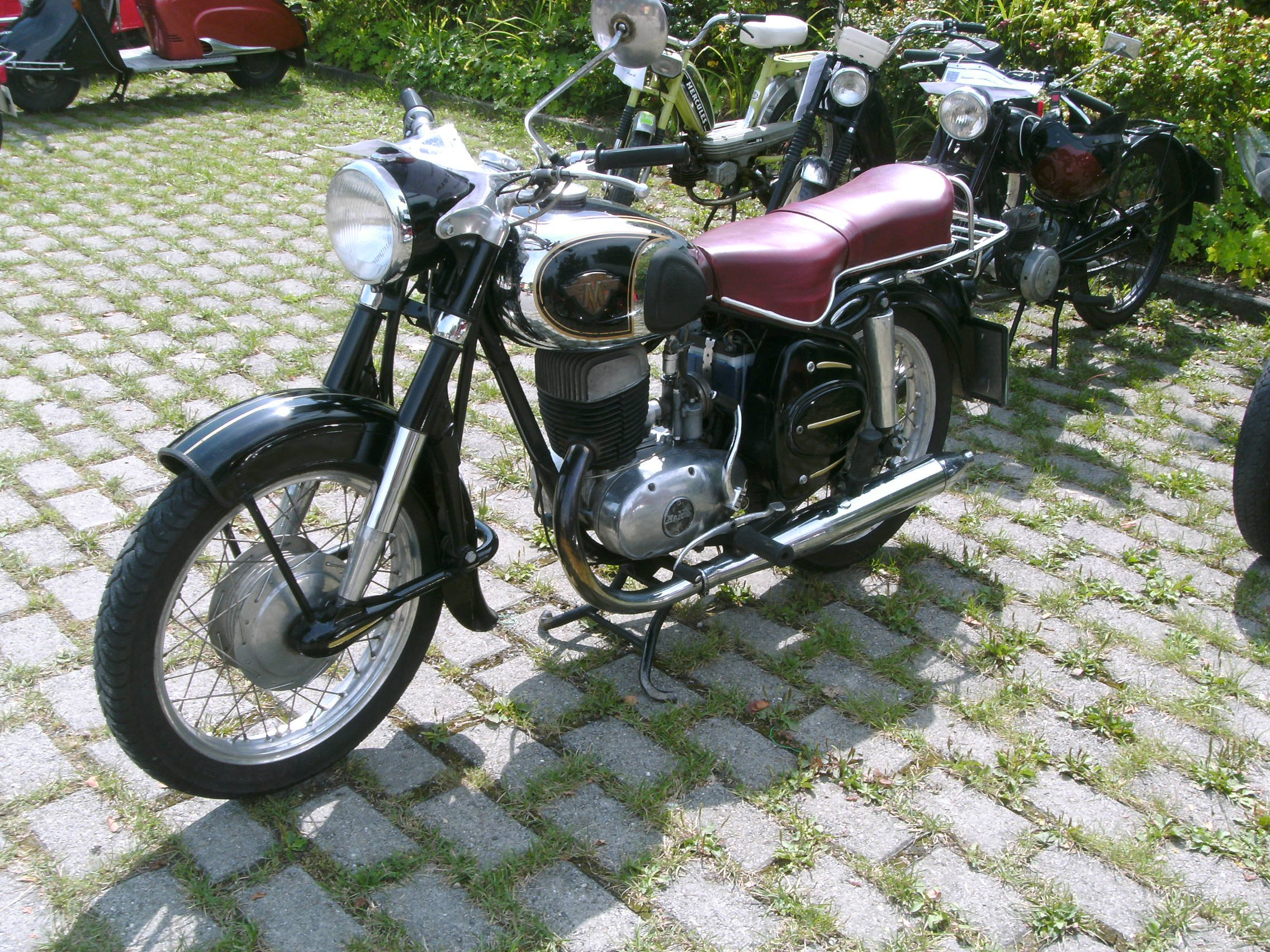
Maico Blizzard

### Eingeschränkte Produktion und Neugründung
Nach dem Zweiten Weltkrieg konnte die Produktion von Fahrzeugen nicht direkt wieder aufgenommen werden, da es an wichtigen Grundmaterialien fehlte. Maico wandte sich kurz der Herstellung von Spielzeug und Holzvergasern zu.
Nachdem Otto Maisch im August 1945 aus der Kriegsgefangenschaft zurückgekehrt war, bemühte er sich, die Fahrradfertigung wieder aufzubauen. Zunächst musste er Materialien für die Fertigung auftreiben. Als zu Beginn des Jahres 1946 französische Besatzungstruppen überraschend begannen, die besten Fertigungsmaschinen im Werk Pfäffingen zu demontieren und das gesamte Produktionsmaterial zu beschlagnahmen, schafften Otto und Wilhelm Maisch eine Grundausstattung an Werkzeugen in einer nächtlichen Aktion nach Herrenberg in der amerikanischen Besatzungszone. Dort gründeten sie die Firma Maico Fahrzeugfabrik GmbH, in der beide Brüder gleichberechtigte Geschäftsführer waren und wo sie wieder Fahrräder herzustellen begannen.

### Eigene Motorenentwicklung
Nach der Währungsreform im Jahre 1948 nahm die Nachfrage nach Zweirädern rasant zu. Maico kehrte wieder zum Bau von Motorfahrrädern zurück, zunächst unter Verwendung des neuen 98-cm³-Sachsmotors mit Magura-Drehgriffschaltung. Die Produktion der attraktiveren K 125 war stark gebremst durch mangelnde Lieferfähigkeit und Qualitätsprobleme des Motorenlieferanten ILO-Süd im amerikanisch besetzten München und dauernde Schwierigkeiten, die knappen Motoren über die Besatzungszonengrenze ins französisch besetzte Pfäffingen auszuführen. So entwickelte und produzierte Maico zunächst verbesserte Nachbauten von ILO-Kurbelwellen und -Getrieben für den Ersatzteilbedarf, um im Herbst 1948 erstmals einen eigenen Motor für das neue Modell M 125 zu präsentieren. Der von Willi Tetzlaff konstruierte M-125-Motor (sogenannter Maico-Spitzmotor) entspricht nur optisch seinem ILO-Vorbild, tatsächlich war es eine Neuentwicklung. Wesentliches Unterscheidungsmerkmal zum ILO ist die Dreigang-Drehgriffschaltung von Magura.
Hubraumstärkere Varianten dieses Motors fanden in den Motorrädern M 150 und M 151 und auch in den Motorrollern „Maicomobil“ MB 151 und MB 175 Verwendung. Ab Anfang 1952 war für die Modelle M 175, MB 175 und wenige Exemplare der M 151 ein neues Viergang-Fußschaltgetriebe in der alten Gehäuseform (sog. „Maico-Spitzmotor“) verfügbar.
1953 wurden die Maico-Motoren neu gestaltet. Die Hauptabmessungen blieben erhalten, die Lichtmaschine wurde ins Gehäuse integriert, das äußere Erscheinungsbild wurde geglättet und hielt sich in dieser Form über 20 Jahre lang fast unverändert. Diesen Motortyp (sog. „Maico-Rundmotor“) gab es in unterschiedlichen Hubraumvarianten in den Motorrädern M 175, M 200 „Fanal“, „Passat“, M 175 S, M 200 S, „M 250/M 277 Blizzard“, den Motorrollern „Maicomobil MB 200“ und „Maicoletta“ 175, 250 und 277 und in zahlreichen Sportmaschinen. Ebenfalls 1953 entwickelte Chefkonstrukteur Ulrich Pohl auch ein modernes Hinterradschwingen-Fahrwerk, das erstmals mit den Modellen M 175 S und M 200 S vorgestellt wurde. Das Spitzenmodell ab 1953 war jedoch die „Taifun“, eine innovative Zweizylinder-Zweitakt-Maschine, wahlweise mit 350 oder 400 cm³ Hubraum. Das 400-cm³-Modell leistete 22,5 PS bei 5200/min. Eine Besonderheit der Taifun besteht darin, dass die Kettenspannung beim Ein- und Ausfedern konstant bleibt, denn der Drehpunkt der Hinterradschwingenlagerung liegt in der Achse des Kettenantriebsritzels. Wegen des dramatisch schrumpfenden Motorradmarktes musste aber schon 1957 die Produktion der Taifun wieder eingestellt werden. Einzylindrige M-Modelle wurden bis Anfang der 70er-Jahre produziert, insbesondere die Derivate der M 250, z. B. das olivgrüne Bundeswehrkrad M 250/B oder auch das moosgrüne bayrische Polizeimotorrad M 250/SII.

### Sportliche Erfolge
1952 beteiligte sich ein Fahrerteam von Maico an der Internationalen Sechstagefahrt und gewann. Die Brüder Maisch sahen im internationalen Rennsport eine wirkungsvolle Möglichkeit, für ihr Fabrikat zu werben und engagierten sich im Motorradsport immer stärker und erfolgreicher: Namen wie Gottlieb Haas, Uli Pohl, Willy Bauer, Erwin Schmider und Hans Maisch, der Sohn von Wilhelm Maisch, stehen bis Ende der 1970er Jahre für zahlreiche sportliche Erfolge der Maico-Motorräder und Maico-Fahrer.
So wurde die Deutsche Motocross-Meisterschaft 1956 in der Klasse bis 175 cm³ Hubraum von Maico dominiert: die ersten 10 Plätze errangen Fahrer auf der GS 175, die von 1956 bis 1959 gebaut wurde, aber zeitgleich auch als Straßenversion MC 175 mit gleicher Leistung angeboten wurde.

### Mopeds
Auf der IFMA 1956 wurde das Moped Maico Wiesel mit Sachs-Motor präsentiert.

## Maico-Autos

### Gründung einer eigenen Pkw-Firma
Ab 1954 ließ das allgemeine Interesse an Motorrädern in Deutschland nach, die Nachfrage nach kleinen Automobilen stieg. Otto und Wilhelm Maisch entschieden, jetzt auch kleine Autos herzustellen. Dafür wurde am 1. Januar 1953 eine weitere Firma gegründet, die Maico-Werk-GmbH Pfäffingen. Als Grund für die Gründung einer weiteren Firma wurde damals vom Unternehmen genannt, die Betriebsgewinne, die in den Firmen Otto & Wilhelm Maisch OHG und Maico Fahrzeugfabrik GmbH Herrenberg erzielt wurden, „abzufangen“. Dadurch sollte die Steuerlast verringert werden. Maico beschäftigte in ihren drei Gesellschaften zwischenzeitlich 650 Mitarbeiter.

### Die Fahrzeuge
Die Brüder Maisch kauften 1955 aus der Konkursmasse der rheinischen Automobilfabrik Thorndahl & Cie. die Nachbaurechte und Presswerkzeuge für einen zweisitzigen Kleinwagen mit der Markenbezeichnung „Champion“. Maico war das dritte Unternehmen, das versuchte, das Auto Champion nachzubauen. Zwei andere Firmen hatten dies zuvor ebenfalls versucht. Beide scheiterten.

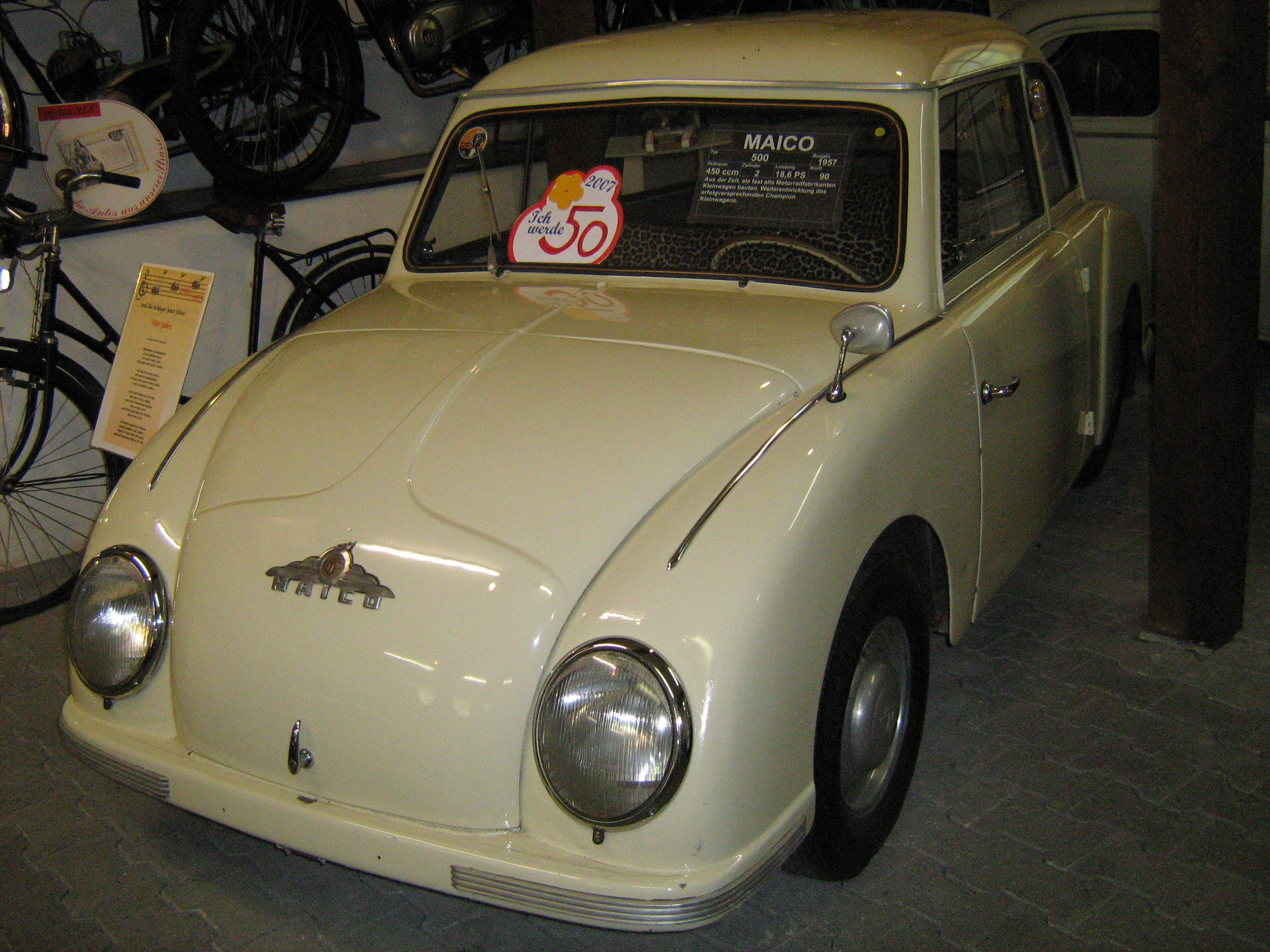
PKW Maico 500

Die Fahrzeuge hatten Ganzstahlkarosserie, wassergekühlte Heinkel-Zweizylinder-Zweitakt-Reihenmotoren von 400 und 450 cm³ Hubraum mit 15 bzw. 18 PS Leistung. Sie erreichten Höchstgeschwindigkeiten von 80 bzw. 90 km/h. Das erste Modell war von September 1955 bis Juni 1956 die von der Rheinischen Automobil-Fabrik, Henning Thorndal übernommene zweisitzige Cabriolimousine Champion H 400, von der Maico 1374 Stück nahezu unverändert als MC 400/H baute.
Erfolgreicher war der 1955 auf der IAA vorgestellte viersitzige Typ MC 500/4, von dem 6301 Stück zum Preis von 3665 DM verkauft wurden. Nur Kleinserien erlebten hingegen das Kombimodell MC 500 G (insgesamt 21 Stück, Preis 4500 DM), das viersitzige Modell MC 400/4 und das 110 km/h schnelle 20-PS-Modell 500 Sport nach einem Entwurf von Beutler, das bis Ende 1957 hergestellt wurde (nur 4 Stück). Außer dem 500 Sport waren auch diese Modelle Weiterentwicklungen des Champion-Kleinwagens.

### Pkw-Scheibenbremse von Maico
1962 kaufte Maico von der Entwicklungsgesellschaft Oswald Josef Rosamowski (OJR) ein fertiges Patent einer Ring-Scheibenbremse, um die schwache Produktion im Winter mit einem weiteren Geschäftsfeld auszulasten. Die nun angebotene Maico-Scheibenbremse als Nachrüstlösung für Pkw sollte interessierte Sportfahrer als Kunden ansprechen. Maico bot Umrüstsätze außer für den VW 1200 und 1500 ebenso für den Porsche 356, den Karmann Ghia sowie den Peugeot 404 an.

### Ende der Pkw-Produktion
Die von Maico verkauften Stückzahlen reichten bei weitem nicht aus, die Produktionskosten zu decken. Im August 1957 berichtete Der Spiegel über angebliche Mängel am Viersitzer und korrigierte sich später. Die Publikation führte jedoch sofort zu einem deutlichen Absatzrückgang. Ein Rechtsstreit, den die Maico-Werk-GmbH gegen den Spiegel führte, war erfolglos. Der Absatz des Autos blieb weit hinter den Erwartungen des Unternehmens zurück. Ein Antrag auf Staatshilfe, den Maico beim Wirtschaftsministerium in Stuttgart einreichte, wurde abgelehnt. Am 17. März 1958 war die Maico-Werk-GmbH zahlungsunfähig und meldete Konkurs an. Konkursverwalter wurde der Tübinger Rechtsanwalt Gerhard Breuer. Otto und Wilhelm Maisch wurden später vor dem Landgericht Tübingen wegen betrügerischem Bankrott, fortgesetztem Betrug und Unterschlagung angeklagt. Unter anderem wurde ihnen vorgeworfen, nach der Zahlungsunfähigkeit drei Lastzüge mit Rollern und Motorrädern in Überseekisten in eine leerstehende Scheune in Herrenberg verbracht zu haben und damit der Konkursmasse entzogen zu haben. Am 31. Juli 1960 wurde Otto Maisch wegen betrügerischem Bankrott und Untreue zu 20 Monaten Haft verurteilt. Eine Revision wurde verworfen.

## Die Produktion 1959 bis 1967

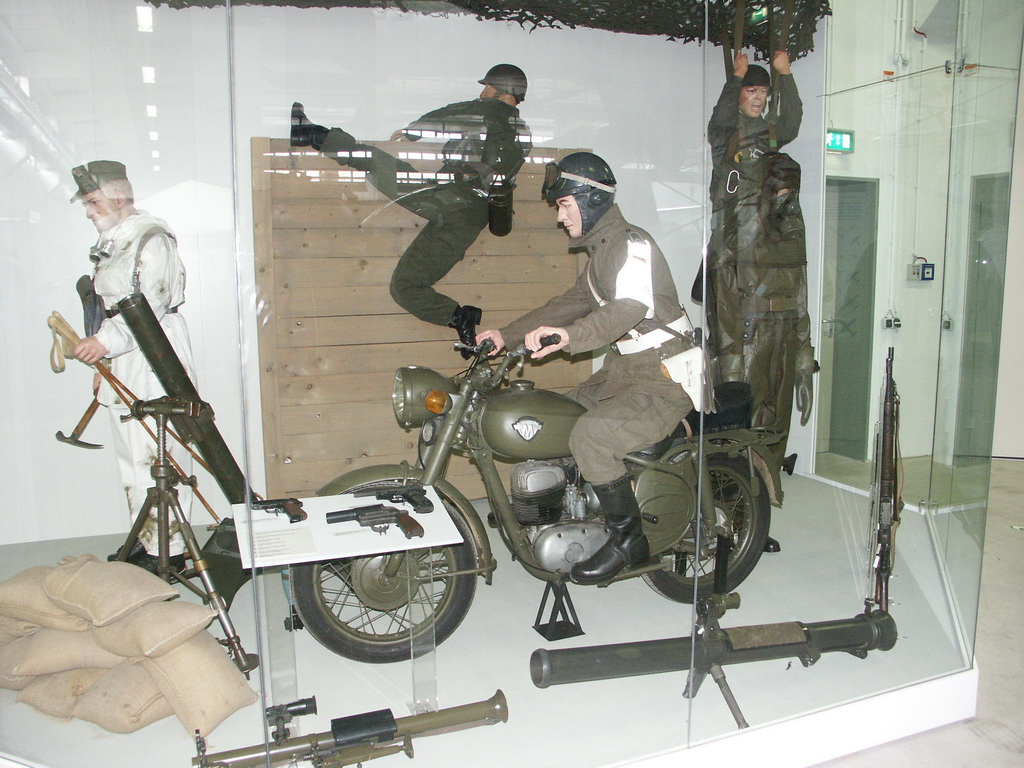
Feldjäger mit einer M 250/B, Militärhistorisches Museum der Bundeswehr

Das Unternehmen beschäftigte 1959 rund 500 Arbeitnehmer. Wegen des nachlassenden Interesses an Straßenmotorrädern und der wenig erfolgreichen Kleinwagenproduktion setzte Maico fortan auf Gelände- und Moto-Cross-Maschinen. Die Sportgeräte aus dem Hause Maico genossen zu dieser Zeit einen guten Ruf und waren erfolgreich.

### Militärmotorrad M 250/B
Zu diesem Zeitpunkt wurde das Militärmotorradmodell M 250/B auf Grundlage der Blizzard entwickelt, das die vorher verwendeten wenig geländegängigen Triumph- und DKW-Maschinen ablöste. Maico gelang es, einen Auftrag über die Lieferung von etwa 10.000 Stück dieses Modells an die Bundeswehr und den Bundesgrenzschutz zu erhalten. Da die gesamte Stückzahl von 1959 bis 1961 ausgeliefert werden musste, was die Produktionskapazitäten von Maico überstieg, war Hilfe eines weiteren Unternehmens unerlässlich. Diese sicherte die Zweirad-Union in Nürnberg, die etwa ein Drittel der produzierten Maschinen montierte. Maico lieferte jedoch auch für die in Nürnberg hergestellten Motorräder Motor, Tank, Gabeln und Naben. Das Motorrad M 250/B wurde auch danach in abnehmenden Stückzahlen bis 1970 in alle Welt verkauft.

### Konkurrenz aus Fernost
Ab 1962 setzte Maico immer stärker auf die Querfeldein-Motorräder. Maico überließ die Straße den billigeren japanischen Maschinen und exklusiven BMW-Motorrädern. Maico spezialisierte sich immer mehr auf qualitativ hochwertige und teure Rennmaschinen. Der Export nahm stark zu und machte rund 80 % der Produktion aus.

### Bruderzwist
Der bisher immer gleich stark in den Maico-Gesellschaften vertretene Bruder Wilhelm wurde in der Folgezeit an den Rand des Geschehens gedrängt. Otto und seine Ehefrau Else Maisch hielten in der verbliebenen Produktions-GmbH die Mehrheit. Otto Maisch war alleiniger Geschäftsführer.

### Straßenmotorrad MD 125
Ein neuer Versuch im Bereich der Straßenmotorräder Mitte der 1960er-Jahre begann problematisch. Auf dem US-Markt erhoffte sich Maico mit einem modernen 125-cm³-Drehschiebermotor lukrative Geschäfte. Das 1966 erschienene Modell MD 125 mit einer Nennleistung von 11 PS enttäuschte jedoch und zu dem lukrativen US-Geschäft kam es nicht. Überdies war das Motorrad der geringen Generatorleistung wegen in Deutschland nicht zulassungsfähig. Nach einer grundlegenden Umgestaltung des Motors durch Günther Schier kam es aber zum Durchbruch. Der Motor brachte es schon 1967 auf standfeste 14,5 PS und hatte einen ausreichend dimensionierten Generator. Einer deutschen Zulassung stand nun nichts mehr im Wege. Maico war mit der MD 125 der Konkurrenz einen Schritt voraus. Allerdings war in Deutschland zu dieser Zeit so gut wie kein Markt für 125-cm³-Motorräder vorhanden, sodass der kommerzielle Erfolg ausblieb. 1972 hatte die MD 125 Super Sport 16 PS bei 8000 min−1 und wurde als „schnelle, sportliche Maschine der heute so beliebten 125er Klasse“ und als „erste deutsche Serienmaschine mit Sechsganggetriebe“ bezeichnet. In der Rennmaschine RS 125 leistete der Motor in seiner erfolgreichsten Zeit über 30 PS und gewann mit Börje Jansson (Rennfahrer) drei Weltmeisterschaftsläufe in der Klasse bis 125 cm³.

## 1967 bis 1979

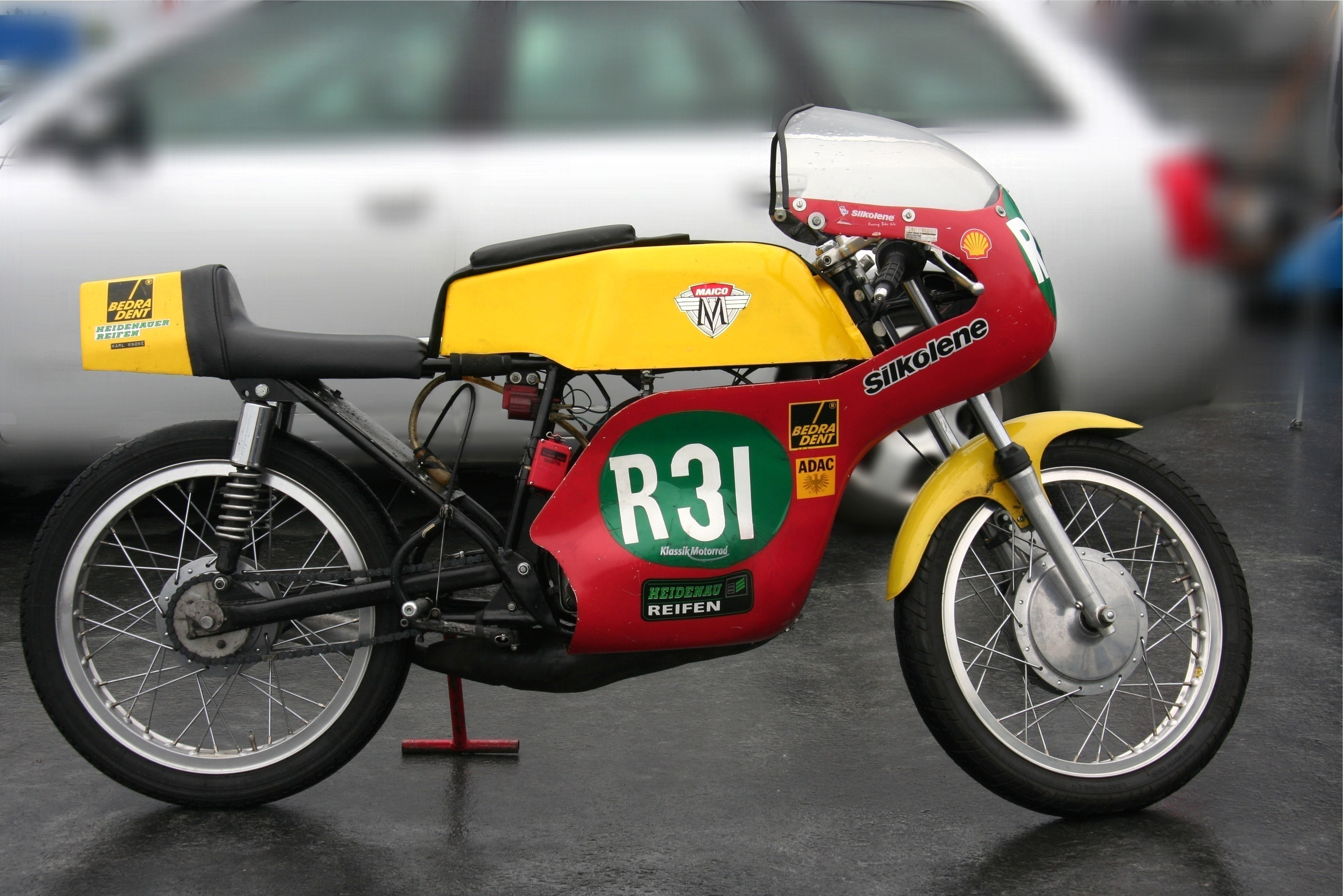
Maico 125 RS, Baujahr 1970, beim Oldtimer Festival des DAMC 05 im Fahrerlager des Nürburgrings 2007

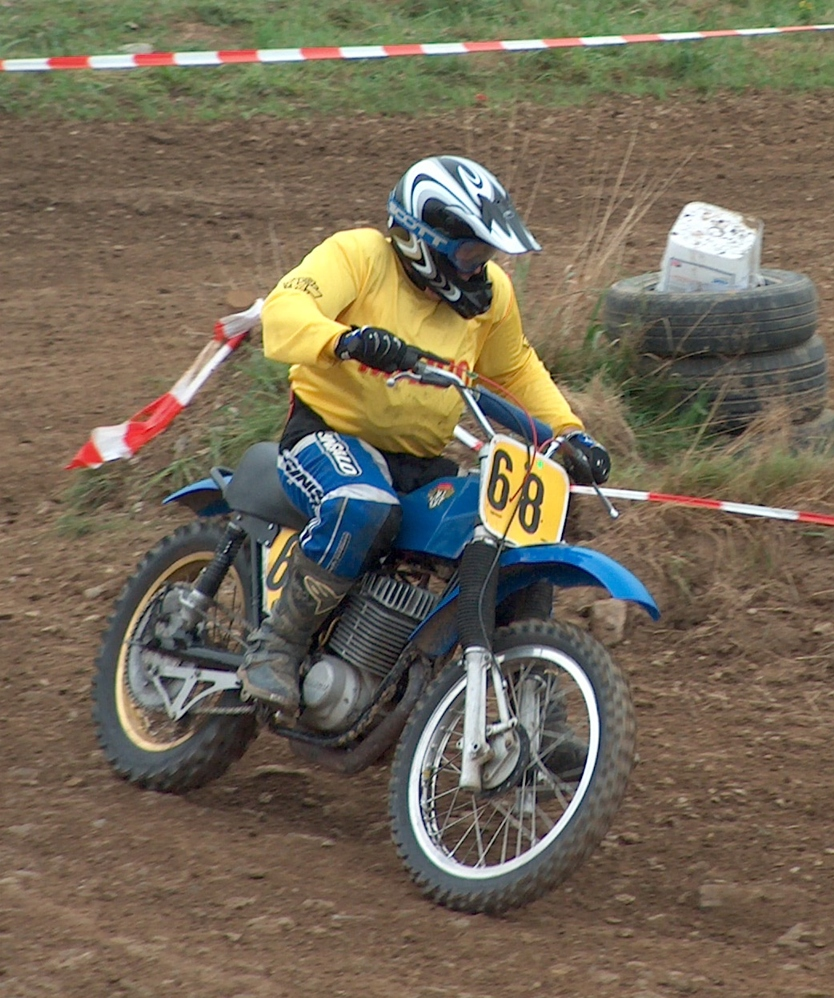
Maico 360, Baujahr 1968, Veteranen-Moto Cross Radevormwald, September 2005

### Die Konkurrenz
1967 erschien im Fahrwerk der MD 125 ein Kleinkraftrad unter der Bezeichnung MD 50, ein Modell mit Drehschiebersteuerung. Jedoch war Maico mit diesem Modell nicht in der Lage, die Dominanz der Kreidler-, Zündapp- und Hercules-Maschinen in diesem Marktsegment zu gefährden, nicht zuletzt auch infolge verschiedener Fertigungsmängel, die der MD 50 anhafteten und nicht vollständig beseitigt werden konnten. So verhinderten auch das damals (ab 1972) unübliche Sechsganggetriebe, das hervorragende Fahrwerk, der konstruktionsbedingt eher wartungsarme Motor und der im Verhältnis zur Konkurrenz günstige Kaufpreis nicht, dass die MD 50 einen schlechten Ruf hatte. Auch die MD 250, eine 250-cm³-Variante, zuletzt in der wassergekühlten Version MD 250 WK auf dem Markt, und der Versuch, mit der in den 1970er-Jahren gebauten Maico 125 RS ein Motorrad für den Straßenrennsport in größerer Stückzahl zu verkaufen, brachten Maico keinen kommerziellen Erfolg. Die bis zu 190 km/h schnelle RS 125 wurde bis 1974 angeboten, zuletzt für 6170 DM, was einem heutigen Preis von 10.500 € entspricht.

### Erfolgreiche Moto Cross Maschinen
Einen geradezu legendären Ruf hingegen hatten die ab Mitte der 1960er-Jahre von Maico entwickelten Geländemotorräder, die den Erfolg des Unternehmens durch eine Vielzahl von Erfolgen im Motocross-Sport in den 1970er-Jahren begründeten. Entgegen anderen Aussagen ist es Maico jedoch nicht gelungen, einen Moto-Cross Weltmeistertitel zu erringen. Neben Åke Jonsson, Adolf Weil und Willy Bauer war Hans Maisch, der Sohn von Wilhelm Maisch, einer der erfolgreichen Maico-Werksfahrer.

### Niedergang
1976 war die MD 250 mit 27 PS bei 7800 min−1 und 6-Gang-Ziehkeilgetriebe für 3835 DM im Programm; der Motor war 12:1 verdichtet und hatte einen Einlass-Plattendrehschieber, als Höchstgeschwindigkeit wurde 150 km/h angegeben.
1979 unternahm Maico den vorläufig letzten Versuch, die extreme Abhängigkeit von Motocrossmaschinen zu lockern. Mit der neu entwickelten MD 250 WK, dem einzigen deutschen Straßenmotorrad seiner Klasse, sollte das Maico-Programm ein zweites Standbein bekommen. Da Maico in die Fertigungsanlagen nicht mehr investiert hatte, lagen die Produktionskosten deutlich über denen der Konkurrenz. Das Motorrad wurde zu einem Preis angeboten, mit dem es am Markt nicht wettbewerbsfähig war.
1981 kam es deshalb zu einem deutlichen Umsatzeinbruch. Der Umsatz belief sich gerade auf 30 Mio. DM. In dem am 30. Juni 1982 endenden Geschäftsjahr erwirtschaftete das Unternehmen gerade noch einen Umsatz von 25,7 Mio. DM und beschäftigte 228 Mitarbeiter. Der bilanzielle Verlust belief sich auf 1.588.000 DM. Tatsächlich war er jedoch deutlich höher. Der alleinige Geschäftsführer Otto Maisch, gesundheitlich angeschlagen, wurde von seiner älteren Tochter Ingrid di Censo, als Prokuristin bestellt, tatkräftig unterstützt. Das Unternehmen erhielt weder vom Land Baden-Württemberg noch von seiner Hausbank, der Baden-Württembergischen Bank AG, irgendwelche Finanzhilfen. Der Grund dafür waren die zerstrittenen Familien von Otto und Wilhelm Maisch, die undurchsichtigen Firmenverhältnisse und die Verweigerung des Familienzweiges Wilhelm Maisch, weitere Sicherheiten für die Bank freizugeben.

## Konkurse

### Eröffnung des Konkurses
Am 10. Mai 1983 beantragte Otto Maisch beim Amtsgericht Tübingen die Eröffnung des Konkursverfahrens. Als vorläufiger Konkursverwalter wurde der Stuttgarter Rechtsanwalt Volker Grub bestellt. Er fand das Unternehmen in einem desolaten Zustand vor. Löhne und Gehälter waren 2,5 Monate im Rückstand, die Produktion lag still und die Mitarbeiter waren zu Hause. Der Geschäftsführer Otto Maisch kam aus gesundheitlichen Gründen nicht mehr ins Unternehmen. Ansprechpartner waren die Prokuristinnen, seine Töchter Ingrid di Censo und Gabriele Stickel. Da das Konkursausfallgeld von der Arbeitsverwaltung die Löhne und Gehälter nur für einen Zeitraum von 3 Monaten vor einer Konkurseröffnung abdeckte, musste bereits am 30. Mai 1983 das Konkursverfahren eröffnet werden.
Noch im gleichen Jahr, am 23. Oktober 1984, folgte eine Konkurseröffnung über das Privatvermögen von Otto Maisch. Konkursverwalter wurde der Tübinger Rechtsanwalt Gerhard Breuer. Otto Maisch starb am 29. Januar 1986.

### Undurchsichtige Eigentumsverhältnisse
Eine Wiederaufnahme des Geschäftsbetriebes war dem Konkursverwalter wegen der undurchsichtigen Gesellschafts- und Eigentumsverhältnisse nicht möglich, da sie von Otto Maisch in den vergangenen Jahren immer weiter verkompliziert worden waren. So wurden eine Reihe von Gesellschaften mit unterschiedlichen Bilanzierungs-Stichtagen (30. Juni, 30. September, 31. Dezember) gegründet, die alle in das Betriebsgeschehen eingriffen. Die unterschiedlichen Eigentumsverhältnisse waren auch Ausdruck der ständigen Streitigkeiten zwischen den Gesellschaftern Otto und Wilhelm Maisch. Der Konkursverwalter fand nachfolgende Gesellschaften vor:
- Otto und Wilhelm Maisch KG, Ammerbuch, als Eigentümerin des Betriebsgeländes in Pfäffingen
- O. und W. Maisch Wohnungsbau GmbH als Inhaberin von Werkswohnungen

- Übersee-Maschinen-Import/Export-GmbH und Co. KG, Herrenberg, für den Vertrieb von Motorrädern für den US-Markt
- Maico-West Inc. Burbank, Kalifornien, für den Vertrieb in den Westen der USA
- Maico-USA Inc. Suffolk, Virginia, für den Vertrieb im Osten der USA
- Maico-Motorcycles Inc., Lewistown, eine Vertriebsgesellschaft in den USA, die sich wegen einer Anti-Trust-Lage des früheren Importeurs in der Liquidation befand
- Maisch Gesellschaft bürgerlichen Rechts, bestehend aus Otto Maisch, Ingrid di Censo, Gabriele Stickel als Eigentümerin von 30 Bearbeitungsmaschinen, die an Maico verpachtet waren
- Ratiovent AG Walchwil, Schweiz, die Eigentümerin eines Hüller-Bearbeitungszentrums, das an Maico verpachtet war
- Panama Inc., Panama, die der Finanzierung und Kreditvermittlung diente

Nachteilig für eine Betriebsfortführung war, dass die Prokuristin Ingrid di Censo noch kurz vor dem Konkursantrag veranlasste, an die beiden Vertriebsgesellschaften in den USA 785 Motorräder im Wert von 3.147.000 DM auszuliefern, ohne dafür eine Zahlung oder Sicherheit zu erhalten, obwohl diese beiden Vertriebsgesellschaften aus früheren Motorrad-Lieferungen Maico die Zahlung in Höhe von 4,9 Mio. DM schuldig waren. Trotz aller Bemühungen gelang es dem Konkursverwalter nicht, auch nur einen Dollar aus den USA zu erhalten. Die beiden Vertriebsgesellschaften wurden von einer Anwaltskanzlei in Los Angeles vertreten, die ohne weitere Darlegung die Meinung vertrat, den Vertriebsgesellschaften stünden aus vergangenen mangelhaften Lieferungen Schadensersatzansprüche zu, mit denen die Aufrechnung erklärt werde. Überschüsse aus der Liquidation der beiden Vertriebsgesellschaften schüttete die Anwaltskanzlei an die den beiden Maisch-Töchtern gehörenden Gesellschaften Ratiovent AG in der Schweiz und Panama Inc. in Panama aus.

### Ermittlungen der Staatsanwaltschaft
Im März 1984 erwirkte die Staatsanwaltschaft Stuttgart wegen Konkursverschleppung und Vermögensverschiebung Haftbefehle gegen die Verantwortlichen. Bei Otto Maisch wurde der Haftbefehl wegen dessen schlechten Gesundheitszustandes nicht vollzogen. Im Jahr 1991 wurden die Verantwortlichen wegen Untreue und Betrug zu einer Freiheitsstrafe von 2 Jahren, die zur Bewährung ausgesetzt wurde, verurteilt.

### Liquidation und Auffanggesellschaft
Der Konkursverwalter beendete die Liquidation der Maico Maschinenfabrik GmbH am 25. Oktober 1983 mit dem Verkauf von Ersatz- und Montageteilen, Werkzeugen, Vorrichtungen und Büroeinrichtungsgegenständen, Konstruktionsunterlagen und zwei Fahrzeugen zum Gesamtkaufpreis von 467.400 DM an die neugegründete Gebrüder Maisch Zweiradhandel und Produktions-GmbH in Ammerbuch. Gesellschafter waren Wilhelm, Peter und Hans Maisch, die Söhne von Wilhelm Maisch.
Sie nahmen die Produktion von Motocross-Motorrädern wieder auf und planten, mindestens 2200 Motorräder im Jahr zu verkaufen. Sie beschäftigten 45 Arbeitnehmer. Ihre Ziele erreichten sie jedoch nicht. In der Spitze konnten sie lediglich 1800 Motorräder im Jahr verkaufen. Nachteilig war für sie auch, dass ihnen der Name Maico nicht zur Verfügung stand. Dieser war beim deutschen Patent- und Markenamt für die Otto und Wilhelm Maisch KG, Ammerbuch, Eigentümerin des Betriebsanwesens in Pfäffingen, eingetragen. Auch diese Firma war im Konkurs mit Rechtsanwalt Gerhard Breuer als Konkursverwalter, der die Marke Maico meistbietend verkaufen wollte. Wer die Marke erworben hat, ist nicht bekannt.

### Erneuter Konkurs
Am 4. November 1986 musste die Gebrüder Maisch Zweiradhandel und Produktions-GmbH wiederum beim Amtsgericht Tübingen Konkursantrag stellen. Als Konkursverwalter wurde Guido Geyer aus Balingen bestellt. Er legte den Betrieb still. Mit diesem sechsten Konkurs der Familie Maisch endete auch ihr unternehmerisches Engagement für das Zweiradgeschäft.

### Das Ende der Konkursverfahren
Nach einer Reihe von Rechtsstreiten mit der Familie von Otto Maisch konnte Konkursverwalter Volker Grub das Konkursverfahren der Maisch Fahrzeugfabrik GmbH erst im Jahre 1994 beenden. Das Ergebnis des Konkursverfahrens war eine Teilungsmasse von 1.145.000 DM. Damit konnte an bevorrechtigte Forderungen eine Quote von rund 54 % ausgeschüttet werden. Nicht bevorrechtigte Konkursforderungen in Höhe von 12 Millionen DM gingen leer aus.

## Seit 1985
1987 übernahm der Industriezulieferer Lorenz Merkle die Reste des Unternehmens einschließlich des Markennamens. Damaliger Unternehmenssitz war Nördlingen und später Bopfingen. Es wurde mit einer Neuausrichtung der Maico-Motorräder, die Neuerungen wie einen Diesel-betriebenen Zweischeiben-Wankelmotor umfassten, begonnen. Diese Ideen wurden nicht verwirklicht. Von 1995 bis 1999 wurden herkömmliche Maico-Motorräder in den Niederlanden hergestellt.
Im Jahr 2010 wurde die Wortmarke auf die Tochter von Otto Maisch, Ingrid di Censo, umgeschrieben.